# Stefano Borson
 (mars 2024).
Stefano Borson, né le 19 octobre 1758 à Saint-Pierre-d'Albigny et mort le 25 décembre 1832  à Turin, est un minéralogiste et paléontologue italien.

## Biographie
Né à Saint-Pierre-d'Albigny, en 1758, donc dans les États de Savoie, il est contraint par la pauvreté de sa famille à chercher à s'occuper de l’éducation des enfants dans sa région, puis à Chambéry et à Turin. Les revenus qu’il tire de cette occupation lui permettent d'achever ses études et d’entrer dans les ordres. Entraîné par goût vers la minéralogie, il voyage quelque temps en Italie, et finit en 1795 par s’assurer la protection du cardinal Stefano Borgia, dont il classe la collection minéralogique. Il exerce les fonctions de maître d’école en 1797, lorsque son protecteur le fait entrer dans les bureaux de l’Académie des sciences de Turin. Là, il s’applique à ranger dans un ordre systématique la collection des minéraux En 1801, il enseigne la minéralogie ; en 1803, il devient conservateur du Musée, puis, par l'intervention de Cuvier, professeur à l’université. Les progrès que Borson fait faire à la minéralogie et à la paléontologie sont remarquables. Il meurt en 1832, à l’âge de 74 ans, juste après avoir été nommé professeur à l’école des mines de Moûtiers.